# 聖加百列 (厄瓜多爾)
0°36′36″N 77°50′24″W / 0.61000°N 77.84000°W
聖加百列（西班牙語：San Gabriel），是厄瓜多爾的城鎮，位於該國北部，由卡爾奇省負責管轄，是蒙圖法爾縣的首府，距離哥倫比亞邊境20公里，始建於1901年，海拔高度2,870米，2010年人口14,487。